# Леонтьева, Мария Павловна
Мария Павловна Леонтьева (урождённая Шипова) (24 марта 1792 — 18 мая 1874) — начальница Смольного института благородных девиц в 1839—1875 годах, статс-дама российского императорского двора.

## Биография
Родилась в имении Бельково Солигаличского уезда Костромской губернии 24 марта (4 апреля) 1792 года, в семье надворного советника Павла Антоновича Шипова (1772—1827) и его жены Елизаветы Сергеевны, урождённой Щулепниковой (ум. 1808). Была вторым ребёнком и старшей дочерью в семье. У неё было пять братьев и три сестры: Сергей (1790—1876), Иван (1793—1845), Надежда (1795—1877), Елизавета (1796—1883), Александр (1800—1878), Домна (1802—1862), Дмитрий (1805—1882), Николай (1806—1887).
До восьми лет Мария росла в кругу семьи под надзором матери, которая была женщиной умной, образованной и религиозной, она развила в детях религиозные чувства и учила их молитвам. Она смогла дать им хорошее первоначальное образование. Уже в семь лет Мария знала русский и французский язык, обладала некоторыми знаниями в научных предметах, занималась музыкой и рисованием.
В январе 1800 года была определена в число воспитанниц Смольного института благородных девиц, окончила курс с отличием в 1809 году и получила 3-й шифр. Вскоре после выпуска была назначена фрейлиной к великой княгине Екатерине Павловне, которая вместе с мужем принцем Ольденбургским отправилась в Тверь, где формировалось ополчение. Там 18-летняя фрейлина Шипова познакомилась с работавшим на постройке Тихвинского канала 38-летним генерал-майором Николаем Николаевичем Леонтьевым (1772—1827), первая жена которого, Софья Ивановна, урождённая Крок (1776—1809), тётка декабриста П. И. Пестеля, умерла, оставив троих сыновей.
Свадьба была 29 апреля 1810 года в Твери. Венчались в церкви Николая Чудотворца на Зверинце, поручителями по жениху были князь И. А. Гагарин и П. А. Шипов, по невесте — генерал-майор И. И. Сабир и князь Е. А. Грузинский. Вскоре работы по проведению Тихвинского канала были окончены и генерал Леонтьев вышел в отставку. Супруги жили имениях генерала: то в Рыскине (в Пензенской губернии), то в Сумино (в Петербургской губернии). Воспитание детей, музыка, живопись, изучение английского языка и чтение наполняли жизнь Марии Павловны. Так как у её малолетних пасынков и сына Владимира были учителя и гувернеры, то, она взяла к себе на воспитание двух младших своих братьев. В 1830 году Мария Павловна овдовела и переселилась в Петербург.

### Начальница Смольного института

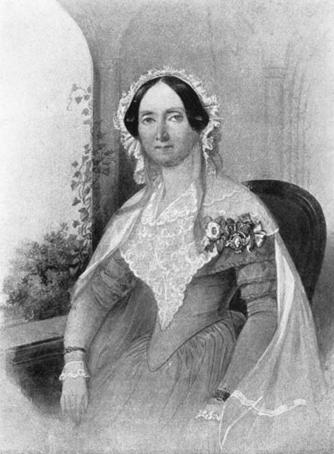
Мария Павловна Шипова на акварели В. И. Гау, 1840-е.

В 1838 году она была назначена гофмейстериной двора великой княгини Марии Николаевны. В день её свадьбы Леонтьева получила от императора Николая I великолепный браслет. В этой должности она пробыла недолго.
В это время начальница Смольного института Ю. Ф. Адлерберг, желая подготовить себе преемницу, обратилась к императрице с просьбой назначить себе помощницу. Выбор пал на Леонтьеву. Помощницей Мария Павловна пробыла один год, когда Адлерберг скончалась, 21 сентября 1839 года последовало Высочайшее повеление о назначении начальницей Смольного института, с окладом в 6 000 рублей, М. П. Леонтьевой; а 23 ноября 1839 года она получила малый крест ордена Святой Екатерины.
С этого времени началась её самостоятельная деятельность. Мария Павловна вставала между 6 и 7 утра, обходила все дортуары, бывала в столовой, ещё до начала уроков, принимала доклады служащих, просматривала списки больных воспитанниц, отчеты классных дам о поведении воспитанниц, делала свои замечания. Она была настолько поглощена своей работой, что даже, уезжая летом на две недели в отпуск, возвращалась раньше срока. Особое внимание Леонтьева обращала на воспитательскую часть, она заботилась об усвоении воспитанницами иностранных языков и музыки.
На период правления Леонтьевой пришлась учебная реформа, произведенная в Смольном Ушинским. Он убрал сословное разделение, ввел практику преподавание предметов на русском языке, воспитанницы получили право проводить каникулы и праздники у родителей. Все эти нововведения, изменившие склад жизни Смольного, не соответствовали убеждениям Леонтьевой. Она обвинила Ушинского в вольнодумстве, а институтский священник В. Гречулевич написал на него донос. Конфликт между ними привел к публичным обвинениям друг друга в присутствии императрицы Марии Александровны. Инцидент дорого стоил обоим: у Ушинского усилилось кровохарканье, у 70-летней Леонтьевой случился нервный срыв. Все это привело к отставке Ушинского, уже позже Леонтьева отзывалась о нём как об умном, но гордом человеке.
В 1863 году было торжественно отпраздновано двадцать пять лет деятельности Леонтьевой, от императрицы она получила второй золотой браслет — с бриллиантовым вензелем; 5 мая 1864 года была пожалована в статс-дамы.
Е. Н. Водовозова в своих воспоминаниях писала о Леонтьевой следующее:
Она действительно была немаловажною особой: начальница старейшего и самого большого из всех институтов России, она и помимо этого имела большое значение по своей прежней придворной службе, а также и вследствие покровительства, оказываемого ей последовательно тремя государынями; она имела право вести переписку с их величествами и при желании получать у них аудиенцию. К тому же Леонтьева имела огромные связи не только при нескольких царственных дворах, но и вела знакомство с высокопоставленными лицами светского и духовного звания. Своего значения она никогда не забывала: этому сильно помогали огромное население двух институтов и большой штат классных дам и всевозможных служащих той и другой половины Смольного, которые раболепно пресмыкались перед нею...
Леонтьева -- осколок старины глубокой, особа с допотопными традициями и взглядами, с манерами, до комизма чопорными, с придворным высокомерием, с ханжеской моралью, требующая от каждого полного подчинения своему авторитету и подобострастного поклонения перед каждым своим словом...

### Последние годы
В мае 1870 года Леонтьева «сильно простудилась при освящении прачечной в холодный ветреный день и заболела серьёзно, но
почти не лечилась. Уступая настоянием друзей, она пригласила С. П. Боткина, который, осмотрев её, прописал ей лекарство, не понравившееся ей потому, что в составе его входил опиум, и она просила институтского врача, доктора Зандера, вычеркнуть из рецепта наркотическое средство». После лечения ей стало лучше, но прежние силы не могли вернуться.
Заботясь о дальнейшей судьбе Смольного института, Леонтьева приготовила себе преемницу, подобно тому, как она сама подготовлялась к своей должности под руководством Ю. Ф. Адлерберг. Она ходатайствовала за назначение О. А. Томиловой, которую помнила, как одну из блестящих учениц выпуска 1839 года. В январе 1873 года О. А. Томилова была утверждена в должности помощницы.
18 (20) мая 1874 года М. П. Леонтьева скончалась внезапно, без всяких страданий, ещё накануне кончины, она принимала экзамены, а в день смерти рапорты и доклады. После, из отчетных книг, было выяснено, что начальница, в течение всей своей 36-летний службы, не требовала никаких расходов лично для себя. В её письменном столе нашлось только 50 рублей; по ходатайству члена Совета по хозяйственной части А. Г. Евреинова расходы по случаю похорон Леонтьевой казна взяла на себя. Она была похоронена в петербургском Новодевичьем монастыре.
22 мая 1874 года, среда
Похороны начальницы Смольного монастыря, Марии Павловны Леонтьевой. Обедня и отпевание происходили в церкви заведения. Собрание было чрезвычайно многолюдное и состояло большею частью из девиц и дам всех выпусков, которыми начальствовала покойная. Служил митрополит Исидор с двумя архиереями и множеством священников. Все было величественно и торжественно. Присутствовавшие, особенно питомицы заведения, оказали много сочувствия и любви к усопшей, которая действительно и заслуживала этого своею добротой и заботливостью о детях. Вообще она была женщина умная и благородных свойств, хотя и отличалась некоторою странностью манер и, может быть, излишним пристрастием к формам. Но царедворческого в ней ничего не было. Со мною во все время моей службы в заведении она была чрезвычайно дружелюбна, внимательна и ласкова. Она любила литературу и умела ценить умственные достоинства. Ей было 85 лет. Она умерла тихо и спокойно, как бы погрузившись незаметно в вечный сон. За несколько часов до смерти она, несмотря на слабость сил, принимала ещё участие в делах заведения.

## Дети и внуки
В браке Мария Павловна Леонтьева имела сына Владимира (11.10.1812— ?), который с 1828 года служил в гвардейском экипаже юнкером, на корабле плавал в Балтийском море, с 1830 года мичман, на фрегате «Княгиня Лович» плавал в греческих водах, с 1833 года в отставке для определения к статским делам, действительный статский советник, камергер двора. Был женат на дочери сенатора Софье Константиновне Ховен, их дети:
- Владимир Владимирович (04.04.1853 — 21.06.1864), восприемниками были императрица Александра Фёдоровна и принц П. Г. Ольденбургский.
- Мария Владимировна (10.6.1857—?), восприемниками были императрица Александра Фёдоровна и император Александр II.